# Orgel der Simultankirche Bechtolsheim

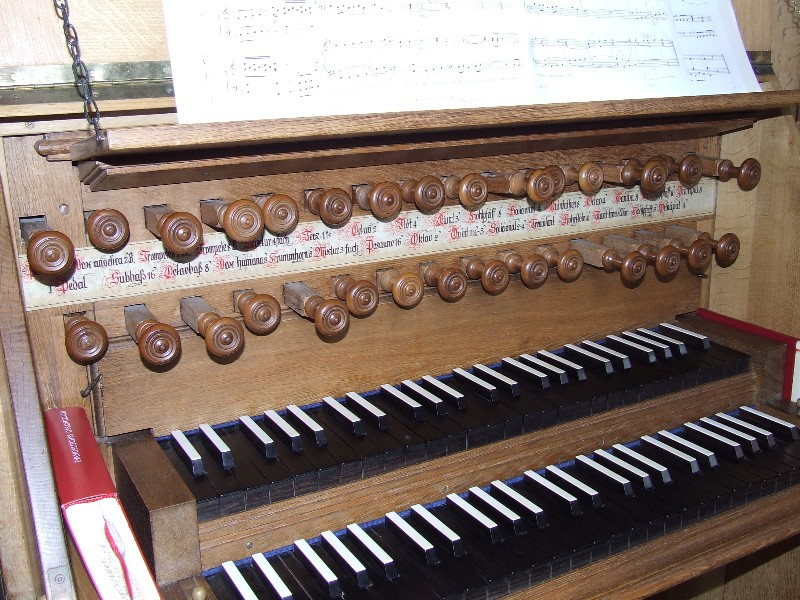
Spieltisch

Die Orgel der Simultankirche Bechtolsheim wurde 1756 von den Brüdern Johann Philipp und Johann Heinrich Stumm aus Sulzbach bei Rhaunen erbaut.
Die 27 klingenden Register sind auf zwei Manuale und ein Pedal verteilt. Das Instrument gehört somit zu den größten Stumm-Orgeln. Der Spieltisch befindet sich auf der linken Seite des Gehäuses, welches sich im Originalzustand befindet. Das Pfeifenwerk besteht aus Holz und Zinn.
Die Orgel wurde bisher viermal restauriert bzw. umgebaut:
1. 1765/1767 erfolgten Reparaturen durch die Werkstatt Stumm,
2. 1899 ein Umbau durch Heinrich Bechstein (Groß-Umstadt)
3. 1977 eine Restaurierung durch Gebr. Oberlinger (Windesheim).
4. 2014 umfassende Sanierung und Konstituierung durch Förster & Nicolaus.

## Baugeschichte

### Neubau 1756 durch Stumm
Die Brüder Johann Philipp und Johann Heinrich Stumm aus Sulzbach bei Rhaunen erhielten am 30. Dezember 1752 den Auftrag für einen Orgelneubau. Sie stellten die Orgel 1756 für 900 Reichsgulden fertig. Sie ist eine der größten Orgeln aus der Werkstatt Stumm. Der siebenachsige Prospekt des Hauptwerks (Oberwerk) wird durch zwei hohe Rundtürme geprägt, an die sich an beiden Seiten schmale harfenförmige Flachfelder anschmiegen. Zentral steht ein niedriger Rundturm. Ihm entspricht in der Mitte des fünfachsigen Unterpositivs ein überhöhter Rundturm. Die flankierenden Harfenfelder fallen seitlich ab und gehen in schmale Ecktürme über.

### Renovierungen und Umbaumaßnahmen

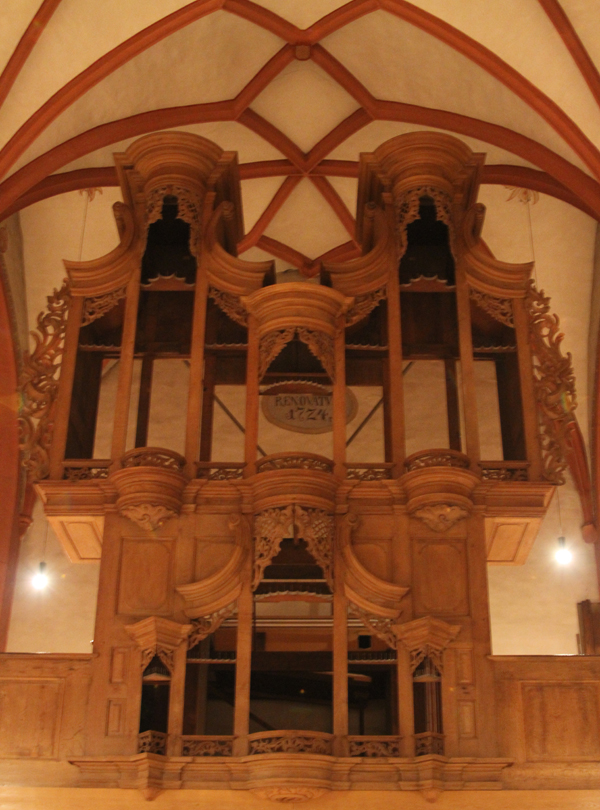
Leeres Orgelgehäuse von September 2014 bis März 2015

Die Orgel wurde bisher viermal restauriert bzw. umgebaut:
1765/1767 erfolgten Reparaturen durch die Werkstatt Stumm, dabei wurden auch die zersprungenen Bälge überholt.
1899 baute Heinrich Bechstein aus Groß-Umstadt auf Wunsch des damaligen Organisten die Orgel um und änderte die Disposition. Das Unterpositiv wurde dem Zeitgeschmack entsprechend leiser gemacht, indem laute Register entfernt oder durch andere ersetzt wurden. Die Orgel erhielt neue Manualklaviaturen, die Pedalklaviatur blieb erhalten, ebenso die Windladen. Das Register Viola da Gamba 8′, Vox angelica 2′ Bass, Terz 1 3/5′ gingen verloren. Änderungen der Mixtur im Hauptwerk zur „Kornett-Mixtur“ im Unterwerk waren die Änderungen noch gravierender: Mixtur, Quinte, Vox humana und Krummhorn wurden entfernt. Anstelle der Salicional 2′–4′ wurde eine Salicional 8′ eingefügt.
Zwischen 1976 und 1977 folgte eine Restaurierung durch Gebr. Oberlinger aus Windesheim, die die ursprüngliche Disposition wiederherstellten. Der Pedalumfang wurde von C–d0 um eine Oktave auf C–d1 erweitert und um neue Pfeifen ergänzt. Die Manualklaviaturen wurden nach dem Vorbild der Stumm-Orgel in Bärstadt erneuert. Um den Spieltisch vor Verschmutzung und unberechtigtem Zugriff zu schützen, wurde 1984 von einem ortsansässigen Schreinermeister eine verschließbare Abdeckung angebracht. Diese wurde bei der letzten Restaurierung wieder entfernt.
Ab Mitte September 2014 wurde die Orgel zwecks Reinigung und Sanierung durch Förster & Nicolaus ausgebaut. Im März 2015 begann der Wiedereinbau der Orgel. Mit zwei Festgottesdiensten wurde die Orgel am 13. und 14. Juni 2015 wieder eingeweiht. Regelmäßige Konzerte und weitere Veranstaltungen fanden ab 2013 statt, um die Finanzierung von geschätzten 100.000 Euro zu unterstützen.

### Disposition seit 1977 (= 1756)
Heute sind noch bis zu drei Viertel des ursprünglichen Materials vorhanden. Die Prospektpfeifen sind noch im Originalzustand erhalten. Nur die Register Gamba, Mixtur (teilweise) und Vox angelica im Hauptwerk sowie Flaut travers, Solicional, Quint, Mixtur, Krummhorn und Vox humana im Unterwerk wurden 1977 erneuert. Die Windversorgung geschieht über ein elektrisches Motorgebläse durch einen Magazinbalg. Der Magazinbalg kann auch auf mechanischem Weg über einen Schöpfbalg mit Wind versorgt werden.
Die Disposition lautet:
| I Unterwerk C–d3 |       |     |
| Hohlpfeiff       | 8′    | S   |
| Flaut travers D  | 8′    | O   |
| Principal        | 4'    | S/O |
| Rohrflöte        | 4′    | S   |
| Solicional       | 2′/4′ | O   |
| Octav            | 2′    | S   |
| Quint            | 1 ⁄3′ | O   |
| Mixtur III       | 1′    | O   |
| Krummhorn        | 8′    | O   |
| Vox humana       | 8′    | O   |
| Tremulant        |       |     |

| II Hauptwerk C–d3 |        |     |
| Großhohlpfeiff    | 16′    | S   |
| Principal         | 8′     | S   |
| Gamba             | 8′     | O   |
| Quintathen        | 8′     | S   |
| Hohlpfeiff        | 8′     | S   |
| Octav             | 4′     | S   |
| Solicional        | 4′     | S   |
| Flöt              | 4′     | S   |
| Quint             | 3′     | S   |
| Octav             | 2′     | S   |
| Terz              | 1 3⁄5′ | S   |
| Mixtur IV         | 1′     | S/O |
| Trompete B/D      | 8′     | S   |
| Vox angelica B    | 2′     | S/O |

| Pedal C–d1 |     |     |
| Subbaß     | 16′ | S/O |
| Octavbaß   | 8′  | S/O |
| Posaune    | 16′ | S/O |

- Koppeln: II/I, I/P, II/P

S = Stumm, 1756
O = Oberlinger, 1977

### Technische Daten
- 27 Register, 32 Pfeifenreihen, 1509 Pfeifen
- Spieltisch: seitenspielig
- Traktur:
  - mechanische Schleiflade
  - mechanische Registertraktur.
- Stimmung:
  - Höhe a1= 464 Hz (bei 18 °C)
  - Gleichstufige Stimmung

## Organisten
In den Anfangsjahren gehörten zu den Organisten an der Stumm-Orgel zu Bechtolsheim die Lehrer der beiden benachbarten Schulhäuser. „Bald nach der Einweihung beschloss der Kirchenrat 1757, dass auch die Lehrer (zu deren Amt der Organistendienst gehörte) die Orgel außerhalb der Gottesdienste nicht spielen dürften, um das neue Werk nicht zu schädigen.“
Seit 1989 ist Thomas Renner der feste Kirchenmusiker und Organist der Evangelischen Kirchengemeinde.
Organist der katholischen Kirchengemeinde ist seit 2007 Franz-Josef Schäfer.